# 尼古拉斯·纳瓦罗 (1985年)
尼古拉斯·纳瓦罗（西班牙語：Nicolás Navarro，1985年3月25日—），阿根廷男子足球运动员，司职守门员。他曾代表阿根廷国奥队参加2008年夏季奥林匹克运动会足球比赛，获得一枚金牌。